# Арканзас (округ, Арканзас)
Шаблон:StateAbbr_ 34°16′27″ пн. ш. 91°23′02″ зх. д. / 34.274166666667° пн. ш. 91.383888888889° зх. д.
Округ Арканзас (англ. Arkansas County) — округ (графство) у штаті Арканзас. Ідентифікатор округу 05001.

## Історія
Округ утворений 1813 року.

## Демографія
За даними перепису
2000 року
загальне населення округу становило 20749 осіб, зокрема міського населення було 13241, а сільського — 7508.
Серед мешканців округу чоловіків було 9881, а жінок — 10868. В окрузі було 8457 домогосподарств, 5967 родин, які мешкали в 9672 будинках.
Середній розмір родини становив 2,89.
Віковий розподіл населення поданий у таблиці:
| Стать    | До 15 років | 15-21 | 22-29 | 30-39 | 40-49 | 50-65 | 65-85 | Понад 85 |
| -------- | ----------- | ----- | ----- | ----- | ----- | ----- | ----- | -------- |
| Чоловіки | 2221        | 905   | 937   | 1276  | 1532  | 1696  | 1192  | 122      |
| Жінки    | 2060        | 944   | 996   | 1417  | 1629  | 1776  | 1715  | 331      |

## Виноски
1. ↑  U.S. Decennial Census. United States Census Bureau. Архів оригіналу за 26 квітня 2015. Процитовано 25 серпня 2015.
2. ↑  Historical Census Browser. University of Virginia Library. Архів оригіналу за 30 травня 2019. Процитовано 25 серпня 2015.
3. ↑  Forstall, Richard L., ред. (27 березня 1995). Population of Counties by Decennial Census: 1900 to 1990. United States Census Bureau. Архів оригіналу за 24 вересня 2015. Процитовано 25 серпня 2015.
4. ↑  Census 2000 PHC-T-4. Ranking Tables for Counties: 1990 and 2000 (PDF). United States Census Bureau. 2 квітня 2001. Архів оригіналу (PDF) за 18 грудня 2014. Процитовано 25 серпня 2015.
5. ↑  State & County QuickFacts. United States Census Bureau. Архів оригіналу за 6 липня 2011. Процитовано 19 травня 2014. [Архівовано 2011-06-07 у Wayback Machine.](англ.) Наведено за англійською вікіпедією.
6. ↑  American FactFinder. Бюро перепису населення США. Архів оригіналу за 26 лютого 2012. Процитовано 31 січня 2008. [Архівовано 2008-05-21 у Wayback Machine.]

| США | Це незавершена стаття з географії США. Ви можете допомогти проєкту, виправивши або дописавши її. |